# Jum
Pour les articles homonymes, voir Jum.
Le jum (essartage) est une technique d'agriculture, pratiquée par les Jumma. 
Ce sont des cultures sur brûlis, sur des pentes abruptes. Les Jumma, une fois le terrain aménagé, sèment des grains de riz (dhan), d'aubergine (bigun), de piments (murij), du basilic (sabarang), de sésame (gujya), de maïs (mugya), du coton (thulo), de melon (Cindire), etc.
Comme la région des Jumma est montagneuse, les jum ont pour activité principale l'agriculture, spécialement la riziculture, et nourrissent une grande partie de la population.